# Pimoa lata
Espèce
Pimoa lata est une espèce d'araignées aranéomorphes de la famille des Pimoidae.

## Distribution
Cette espèce est endémique du Sichuan en Chine,. Elle se rencontre dans la grotte Shuiluodong à Weita dans le xian de Lushan.

## Description
La femelle holotype mesure 6,1 mm.
Le mâle décrit par Zhang et Li en 2019 mesure 5,00 mm.

## Publication originale
- Xu & Li, 2009 : Three new pimoid spiders from Sichuan Province, China (Araneae: Pimoidae). Zootaxa, no 2298, p. 55-63.